# Montecchia di Crosara
Montecchia di Crosara – miejscowość i gmina we Włoszech, w regionie Wenecja Euganejska, w prowincji Werona.
Według danych na rok 2004 gminę zamieszkiwało 4189 osób, 199,5 os./km².